# 迪加尼布古
迪加尼布古（法語：Diganidougou），是馬里的城鎮，位於該國西南部，由塞古區的塞古省負責管轄，面積571平方公里，海拔高度289米，2009年人口13,879，人口密度每平方公里24人。